# ナイロビ近郊鉄道
ナイロビ通勤鉄道（ナイロビつうきんてつどう）（英語:Nairobi Commuter Rail）通称NCRは、ケニアの首都であるナイロビとその近郊を結ぶ鉄道網である。

## 概要
ナイロビ通勤鉄道は5路線22駅を擁している。 2023年の上半期には、1日あたり7354人の旅客がこの鉄道網を利用した。
路線の近代化ののち、近郊鉄道は2020年11月10日に当時の大統領であるウフル・ケニヤッタによって運行が開始された。
2023年12月15日には、大統領であるウィリアム・ルトの下で新たなリルタ〜ンゴング 線の建設が開始された。この路線は中国路橋工程 (CRBC)によって建設されている。 第二期工事においてこの路線はキセリアンまで延伸され、第三期工事ではオンガタ・ロンガイまで延伸される予定である。

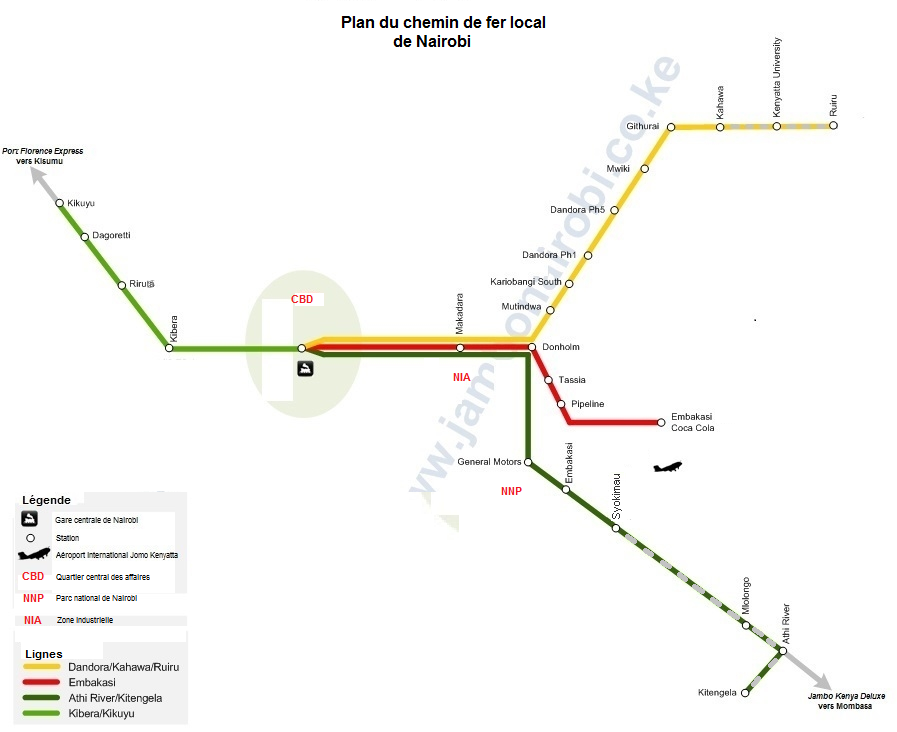
ナイロビ近郊鉄道の路線図

## 車両
2020年4月に、ケニア鉄道会社 は11編成の更新された気動車をマヨルカ鉄道から譲受した。 これらの車両は1994年から2003にかけてCAFによって マヨルカ鉄道61系気動車 として製造され、スペイン領マヨルカ島のメーターゲージ路線網で走っていた。

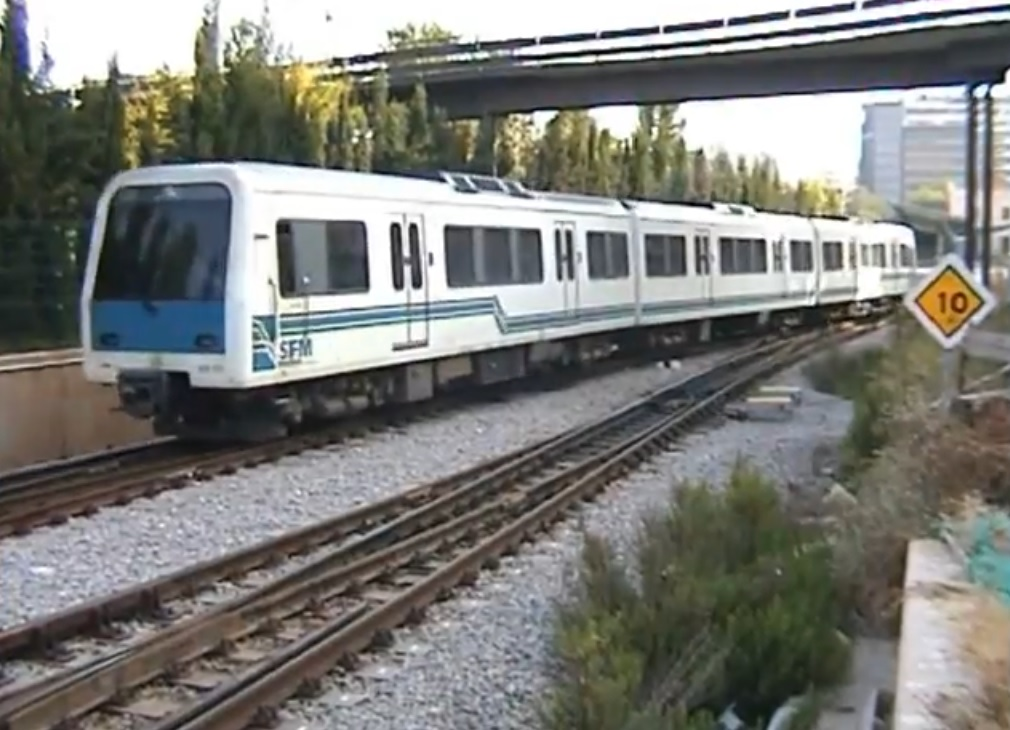
マヨルカ鉄道時代の61系気動車